# حنان اللحام
حنان بنت محمد سعدي المنجد الشهير باللحام، داعية سورية، باحثة في العلوم الإسلامية وخاصةً التفسير والسيرة النبوية وقضايا المرأة، لها مجموعة من الإنجازات والمؤلفات أبرزها "هدي السيرة النبوية في التغيير الاجتماعي".

## سيرتها
ولدت في دمشق عام 1943، وتعلَّمت بها حتى نالت الشهادة الثانوية، ثم عكفت على تثقيف نفسها بالمطالعة الشخصية في مجال الدراسات الإسلامية والتربوية والتاريخية، وتأثرت بفكر أبي الأعلى المودودي ومالك بن نبي وجودت سعيد وسيد قطب.
اهتمت بالتعامل مع الطفل، واكتسبت خبرة في إدارة رياض الأطفال ومناهجها.

## وظائفها
افتتحت روضة نادي الطفولة عام 1993، عملت فيها على تفعيل أسلوب الحب في التعامل مع الأطفال ومنع العنف، ثم أضافت إليها المرحلة الابتدائية، وأغلقت أبوابها عام 2012 بسبب الظروف السياسية.
عملت في تعليم القرآن الكريم وتحفيظه في المساجد، وفي مدارس التحفيظ بمكة المكرمة، وتدريس مواد التفسير والثقافة الإسلامية وآيات الأحكام في جامعة الملك عبد العزيز بجُدَّة.

## كتاباتها

### القصص
لها مجموعات قصصية وروايات، نشرَت أغلبَها دار الفكر بدمشق، منها:
1. ميلاد جديد
2. الشمس والريح
3. جيل العطش
4. وأدرك شهرزاد الصباح
5. ذات النطاقين
6. حكايات لأحفادي
7. قصة الهمزة

### حول الصحابيات
ترجمت لبعض الصحابيات، منهن:
1. سمية بنت خياط
2. أم سليم بنت ملحان
3. أم حكيم بنت الحارث

### في التفسير
فسَّرت عددًا من سور القرآن في إصدارات منفصلة، ومنها:
1. سورة البقرة
2. سورة آل عمران
3. سورة النساء
4. تأملات في سورة المائدة
5. سورة الأنعام
6. تفسير سورة التوبة
7. سورة هود
8. أضواء وتأملات في سورة طه
9. من هدي سورة النور
10. تأملات في سورة الأحزاب
11. من هدي سورة لقمان
12. أضواء على سورة يس
13. سورة الطلاق

### كتب أخرى
1. مقاصد القرآن
2. منزلة المرأة في القرآن الكريم
3. هدي السيرة في التغيير الاجتماعي[5]

### مقالات ومحاضرات وندوات
لها مقالات منشورة ومحاضرات منها:
1. جودت سعيد داعية العلم والسلم.
2. من هم السفهاء؟؟
3. صراع الفكرة والوثن عند مالك بن نبي.
4. المقاصد القرآنية في سورة الطلاق.

## قيل عنها
- قال جودت سعيد في تقديمه لكتابها "تأملات في سورة المائدة": «أكتب مقدمة لتفسير سور من القرآن تكتبه أخت مؤمنة معانية مكافحة ... أخت مجتهدة ... أخت تبذل جهدًا .... أخت تعرف نعمة الله عليها وتتجرأ وتتجاوز حاجز الرعب.. حاجز المسكنة.. هل للمرأة المسلمة حق أن تفسر القرآن.. ؟! هل يجب على المرأة المسلمة أن تفهم كتاب الله .. ؟! أليس من علامة عودة الإسلام غريبًا كما بدأ غريبًا .. أن تقوم أخت مؤمنة بتفسير القرآن وتكون من السابقات الأوليات في هذا العصر . . ؟. إن الذين سيقومون بعملية تصنيف للتفاسير في المستقبل سيجدون تفسير الأخت يقع بين التفسير بالمأثور، والتفسير بآيات الآفاق والأنفس. وسيدرك الناس في المستقبل ما بين الكلام -أوالنص- وبين الواقع الذي يتحدث عنه النص .. وسيندهشون حين يكشفون هذه العلاقة المتينة.. والعلاقة الزوجية ..».[7]

## روابط خارجية
- كتابها (هدي السيرة النبوية في التغيير الاجتماعي)